# 香取神社 (春日部市下柳)
香取神社（かとりじんじゃ）は、埼玉県春日部市の神社。

## 歴史
創建年代は不明である。ただ創建者は武蔵国葛飾郡松伏村（現・埼玉県北葛飾郡松伏町）の豪農石川民部の一族で当地に土着した石川甚左衛門である。甚左衛門は正保年間（1644年 - 1648年）に定住し、屋敷神として祀ったことが当社の起源である。後に石川家だけでなく村全体の鎮守となった。近くの明清寺が別当寺であった。この明清寺も石川家が開基であり、菩提寺であった。
1873年（明治6年）、近代社格制度に基づく「村社」に列せられた。

## 交通アクセス
- 藤の牛島駅より徒歩23分。